# Partida de Castellet
Castellet o Castellets és una partida de terra del terme municipal de Reus, a la comarca catalana del Baix Camp.
Tant se l'anomena en singular com en plural. És la partida de terra situada més al sud del terme reusenc. Els propietaris d'aquelles terres són quasi tots dels pobles veïns, Vila-seca i La Canonja. Havia estat un antic nucli de població, amb terme propi. Toca al terme de Vila-seca i s'interna al de La Canonja. La travessen la carretera de València i la via de Tarragona. Tenia gran quantitat de mines d'aigua. Actualment és un territori molt afectat per la industrialització. Sobre l'origen del nom no hi ha acord: es parla d'uns antics castells dels que no hi ha referències. Sí que és cert, que el 1178 Bertran de Castellet posseïa territoris a La Pineda, i la seva viuda i fill van cedir La Pineda al seu gendre Guillem de Tarragona. Segons Josep Iglésies, Castellet pertanyia a Bartomeu de Vilafranca el 1496 i només hi habitava una família.